# معركة جنوب مقدشيو
وقعت معركة جنوب مقديشو في العاصمة الصومالية مقديشو في 24 فبراير 2009. تُسمى بمعركة جنوب مقدشيو لتمييزها عن المعارك الرئيسية التسعة في مقديشو خلال عقود الحرب الأهلية الصومالية الطويلة. كانت هذه هي المعركة الأولى في تلك المدينة بعد انتخاب رئيس جديد في يناير 2009، وتعتبر نقطة انطلاق للحرب الأهلية الصومالية (2009 إلى الوقت الحاضر).
وأسفرت المعركة عن مقتل 87 شخصا على الأقل وإصابة 90 آخرين. وأطلق المتمردون وابلًا من قذائف الهاون على القصر الرئاسي، وأُطلق النار على قاعدة لقوات الاتحاد الأفريقي والقوات الحكومية في منطقة هودان، وكذلك حي هولواداغ القريب. وقيل إن الرئيس شيخ شريف شيخ أحمد كان في قصره وقت وقوع الحادث.
كان من بين القتلى 11 مدنياً على الأقل، وقُتل 15 مقاتلاً من حركة الشباب وحزب الإسلام و6 من رجال الحكومة الاتحادية الانتقالية في القتال.